# Pałac w Kravařach
Pałac w Kravařach – zabytkowy pałac w mieście Kravaře, w Czechach.
W XVII w. Michał Sędziwój otrzymał od cesarza Rudolfa II zamek w Kravařach. Jego córka, Maria Weronika w 1636 wyszła za mąż za Jakuba von Eichendorffa, członka szlachty brandenburskiej. Jan Rudolf von Eichendorff w latach 1721–1728 sfinansował przebudowę obiektu w barokowym stylu według projektu Johanna Hildebrandta. Jego rodzina była właścicielem pałacu do 1782. W latach 1844–1853 obiekt był w rękach hrabiny Eufémii (1801–1853), żony Andrzeja von Renard (1795–1874). Za jej czasów powstała ozdobna mozaika z herbami Andrzeja von Renard i rodu Rudzińskich, z którego pochodziła.

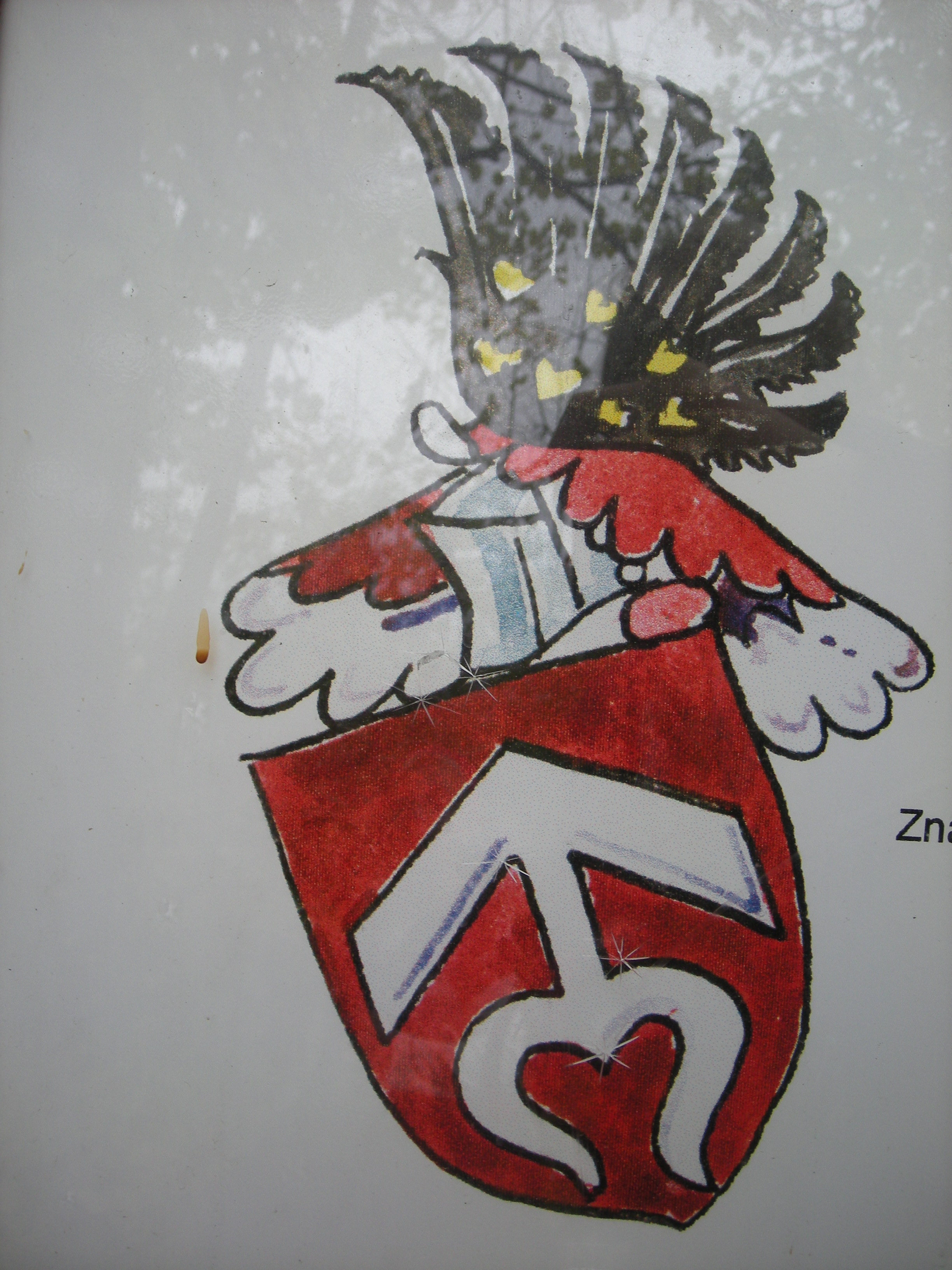
Herb panów z Kravař
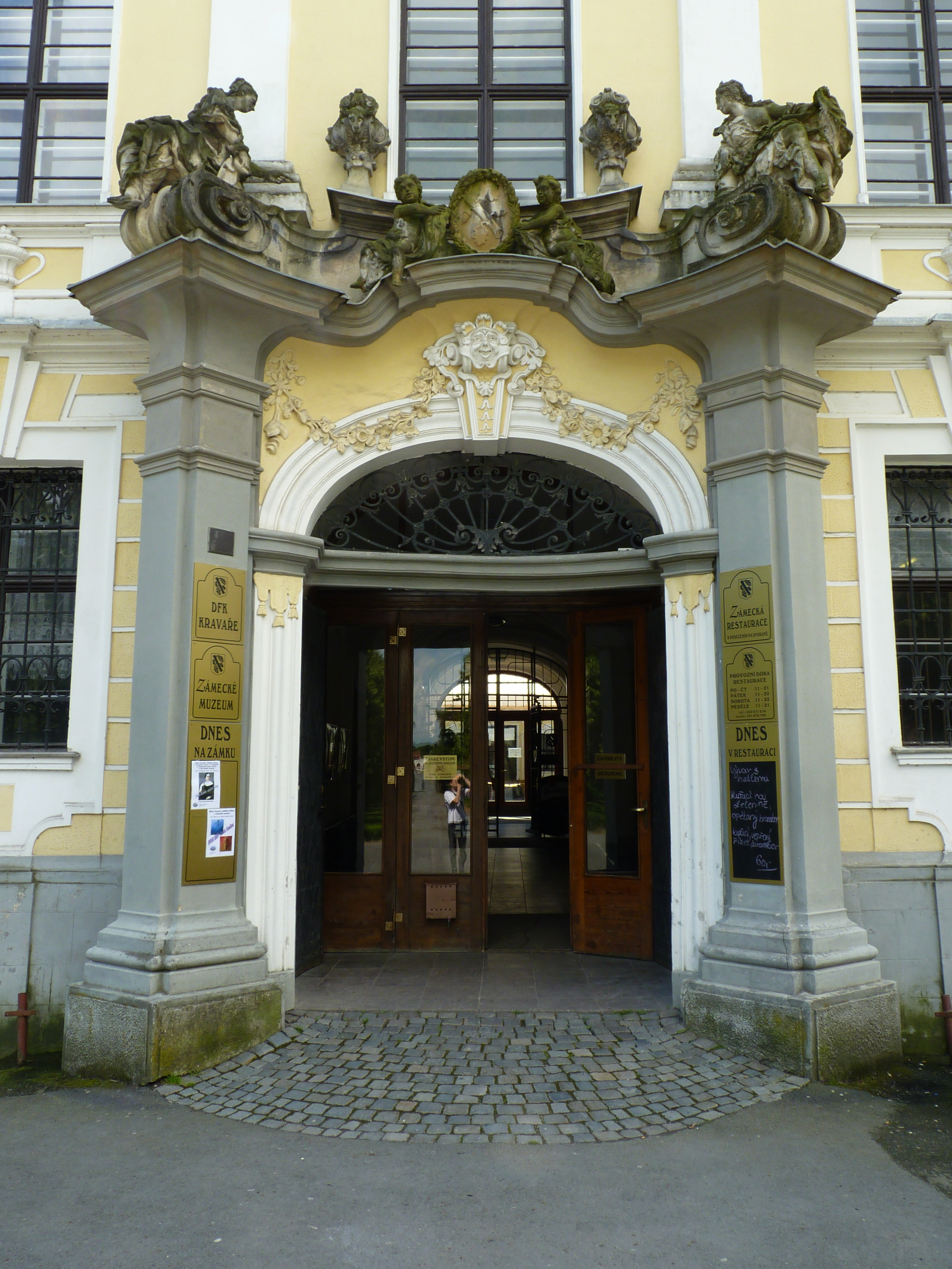
Portal z herbem von Eichendorff
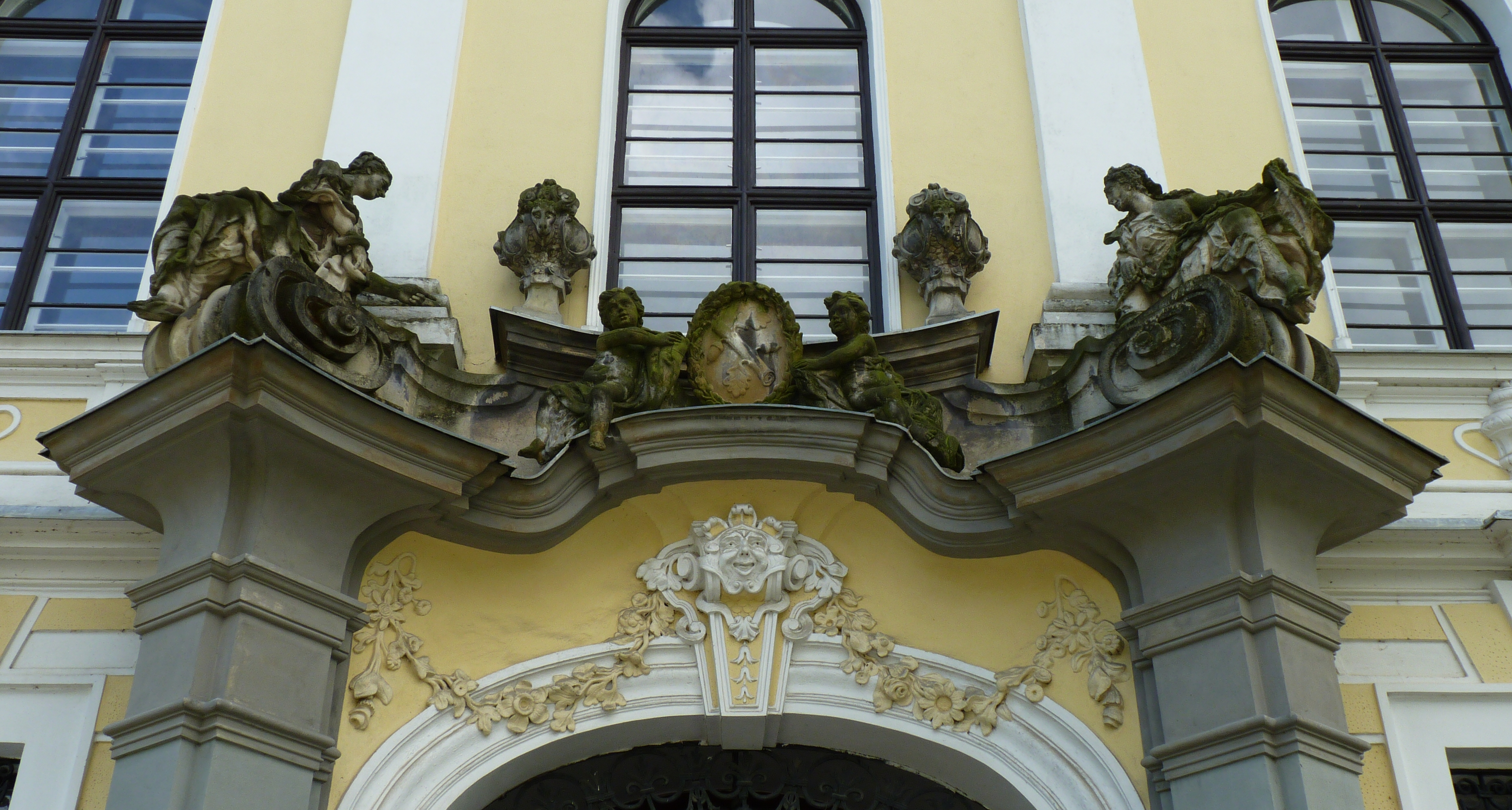
Fronton z herbem von Eichendorff
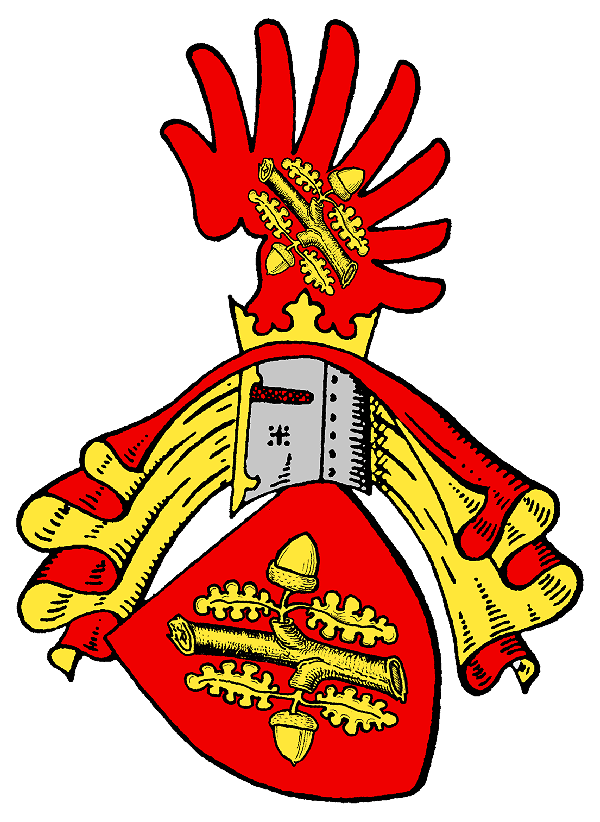
Herb von Eichendorff
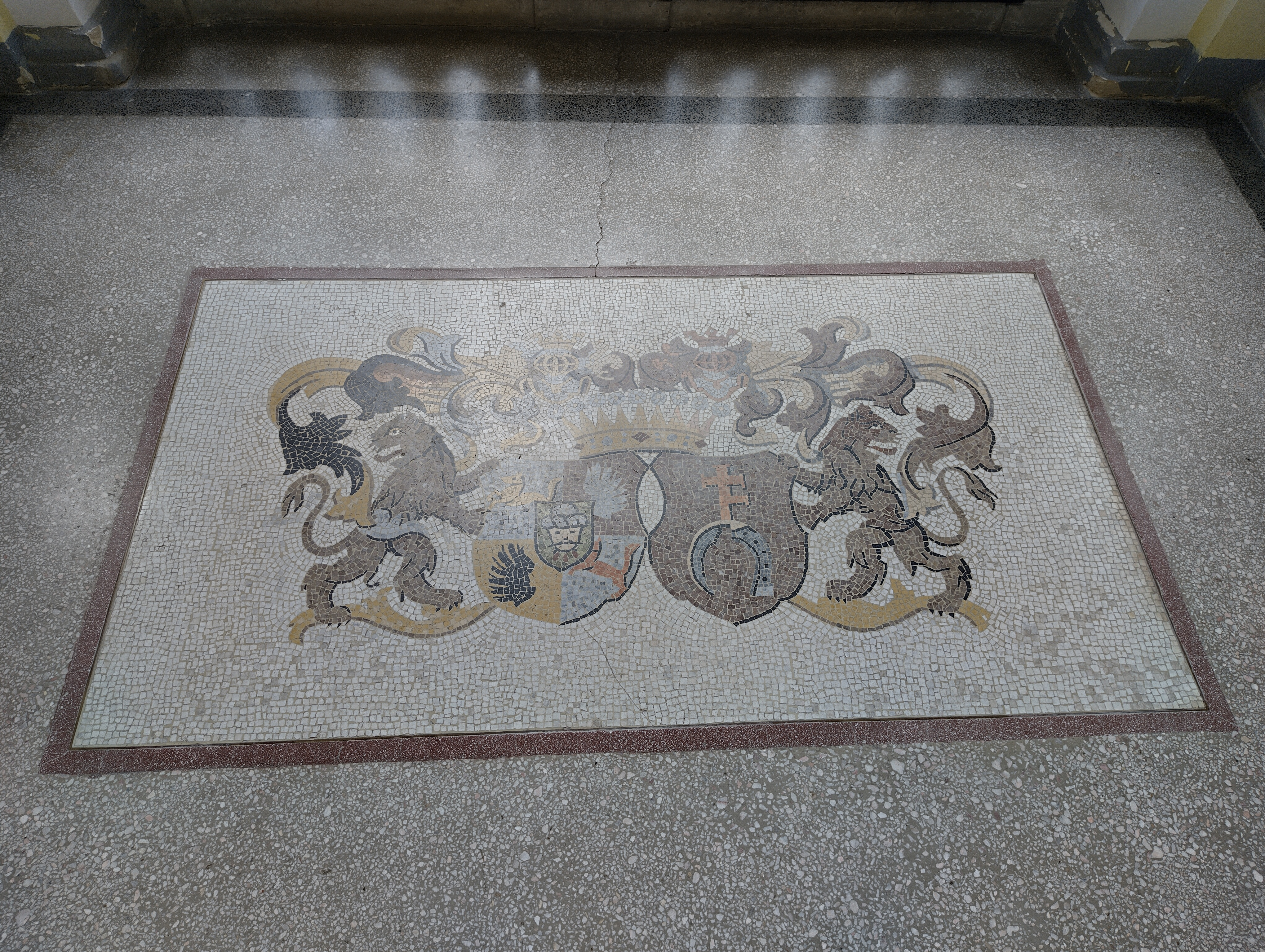
Mozaika z herbami Renard i Prus III
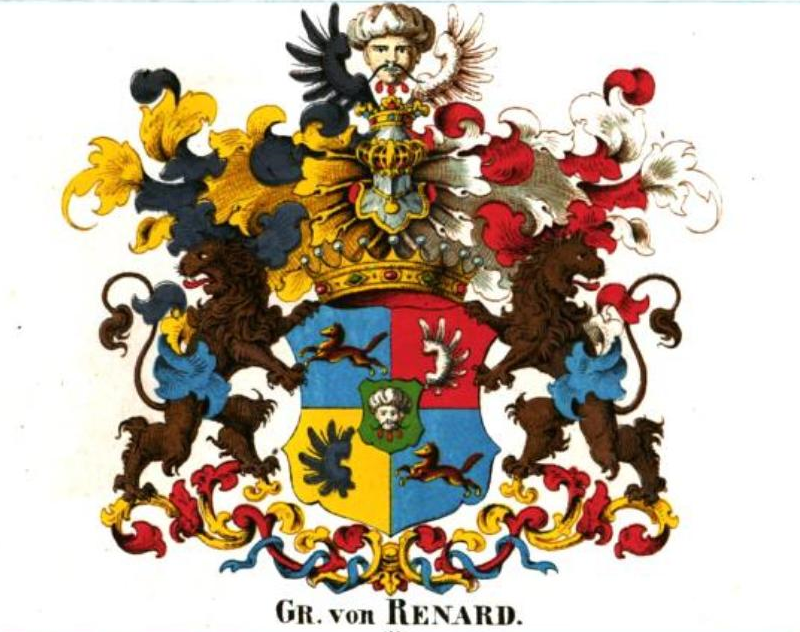
Herb Andrzeja von Renard
Herb Prus III Eufémii Rudzińskiej